# Richard Mullane
Richard Michael Mullane dit Mike Mullane est un astronaute américain né le 10 septembre 1945.

## Vols réalisés
Il réalise 3 vols en tant que spécialiste de mission :
- 30 août 1984 : Discovery STS-41-D
- 2 décembre 1988 : Atlantis STS-27
- 28 février 1990 : Atlantis STS-36